# Cole Swider
Cole Alexander Swider (Portsmouth, Rhode Island, 8 de mayo de 1999) es un baloncestista estadounidense que pertenece a la plantilla del Anadolu Efes S.K. de la BSL turca. Con 2,03 metros de estatura, juega en la posición de alero o ala-pívot. 

## Trayectoria deportiva

### Universidad
Jugó tres temporadas con los Wildcats de la Universidad Villanova, en las que promedió 5,2 puntos y 2,4 rebotes por partido. Al término de su tercera temporada, decidió entrar en el portal de transferencias de la NCAA.
Fue transferido a los Syracuse de la Universidad de Siracusa, donde se convirtió en el ala-pívot titular, para acabar promediando en su única temporada en el equipo 13,9 puntos,6,8 rebotes y 1,4 asistencias por encuentro.

### Profesional
Tras no ser elegido en el Draft de la NBA de 2022, el 1 de julio firmó un contrato dual con Los Angeles Lakers y su filial en la G League, los South Bay Lakers. Debutó en la NBA el 18 de octubre en un partido ante Golden State Warriors, disputando dos minutos sin conseguir anotar. Fue cortado el 26 de julio de 2023 por los Lakers.
El 6 de agosto de 2023 firmó contrato con los Miami Heat. El 21 de octibre dicho contrato se convirtió en dual.
En agosto de 2024 firma por una temporada con Indiana Pacers, pero fue despedido sin llegar a debutar el 19 de octubre. Ese mismo día firmó un contrato dual con los Detroit Pistons. Fue despedido el 6 de enero de 2025.
El 19 de febrero de 2025 fue adquirido por los South Bay Lakers a través de un intercambio con Motor City Cruise. Al día siguiente anotó 36 puntos, el máximo de la temporada, en una derrota por 123-112 contra Rip City Remix. El 26 de marzo firmó un contrato por diez días con Toronto Raptors. En ocho partidos con los Raptors, promedió 7,4 puntos y 3,1 rebotes. El 10 de abril fue despedido por la franquicia canadiense.
El 11 de agosto de 2025 fichó por el Anadolu Efes S.K. de la BSL turca.

## Estadísticas de su carrera en la NBA

### Temporada regular
| Año     | Equipo      | PJ | PT | MPP  | %TC  | %3P  | %TL   | RPP | APP | ROB | TPP | PPP |
| ------- | ----------- | -- | -- | ---- | ---- | ---- | ----- | --- | --- | --- | --- | --- |
| 2022-23 | L.A. Lakers | 7  | 0  | 5.9  | .333 | .375 | —     | 1.0 | .6  | .0  | .0  | 1.3 |
| 2023-24 | Miami       | 18 | 0  | 4.8  | .395 | .333 | 1.000 | .4  | .3  | .1  | .1  | 2.3 |
| 2024-25 | Detroit     | 2  | 0  | 6.5  | .000 | .000 | —     | 1.0 | .5  | .0  | .0  | .0  |
| 2024-25 | Toronto     | 8  | 0  | 19.5 | .379 | .357 | .000  | 3.1 | .3  | .5  | .3  | 7.4 |
| Total   | Total       | 35 | 0  | 8.5  | .364 | .329 | .667  | 1.2 | .3  | .1  | .1  | 3.1 |